# Tadeusz Gołębiowski (leśnik)
Tadeusz Gołębiowski (ur. 1915 w Wolbromiu, zm. 1 września 2004 w Sanoku) – polski inżynier leśnik, żołnierz, działacz społeczny.

## Życiorys
W 1933 zdał egzamin dojrzałości w gimnazjum w Szczekocinach. Absolwent studiów na Wydziale Leśnym Państwowej Wyższej Szkoły Rolniczej Liceum Krzemienieckiego w Białokrynicy z 1937 z tytułem agrotechnika leśnictwa. W Wojsku Polskim odbywał służbę w 5 pułku Strzelców Podhalańskich w Przemyślu. Został zatrudniony w lasach Fundacji im. Abrahamowiczów w Krasowie, był leśniczym w leśnictwie Brylińce. Do 1939 pracował w leśnictwie Krasów.
Po wybuchu II wojny światowej 1939 został zmobilizowany w Krasowie jako plutonowy podchorąży rezerwy ze szkoły podchorążych 5 pułku Strzelców Podhalańskich z Przemyśla do obrony Sanoka, brał udział w kampanii wrześniowej na stanowisku dowódcy plutonu karabinów maszynowych w składzie samodzielnego batalionu 6 pułku Strzelców Podhalańskich z Sambora. Uczestniczył m.in. w walkach pod Bykowcami, gdzie poniósł śmierć dowódca plutonu karabinów maszynowych ppor. Marian Zaremba. Po wycofaniu oddziałów polskich został wzięty do niewoli przez Niemców, następnie w październiku 1939 zwolniony w grupie leśników. Podczas wojny pracował w Nadleśnictwie Żohatyn w okresie okupacji sowieckiej, później w Leśnictwie Cisowa pod okupacji niemieckiej (wraz z nim pracował jego brat Tadeusz; podczas wojny inny brat Kazimierz zginął zamordowany przez UPA). W 1945 pracował w Wolbromiu.
Po wojnie działał jako organizator leśnictwa (Nadleśnictwa Dobrzyń (Kup), Ziemie Odzyskane). Od 1949 był kierownikiem Oddziału Organizacyjnego w Biurze Planowania i Organizacji Okręgowego Zarządu Lasów Państwowych we Wrocławiu. Od 1951 do 1952 pełnił funkcję dyrektora Okręgowego Zarządu Lasów Państwowych w Rzeszowie z siedzibą w Przemyślu. Od 1952 do 1957 był dyrektorem Rejonu Lasów Państwowych w Sanoku. W 1957 otrzymał tytuł inżyniera leśnika nadany przez SGGW. Od 1957 do 1961 był dyrektorem Zarządu Budownictwa Leśnego w Ustrzykach Dolnych. Prowadził tworzenie odcinków Bieszczadzkiej Kolejki Leśnej. Od 1963 zastępca dyrektora ds. administracyjno-bytowych w strukturze „Hydrobudowy–10” w Solinie, następnie dyrektor Zakładu Inwestycji Leśnych w Ustrzykach Dolnych, od 1973 do 1979 pełnił stanowisko kierownika Zespołu Składnic Lasów Państwowych w Sanoku. W 1979 odszedł na emeryturę. Później działał jako przewodnik po Bieszczadach.
Działał społecznie. Został działaczem i przewodnikiem sanockiego oddziału PTTK. Kierował komisją historyczną miejsko-gminnego Koła Związku Bojowników o Wolność i Demokrację w Sanoku, w 1981 objął przewodnictwo komisji historycznej koła w Sanoku i został członkiem zarządu, 28 listopada 1982 wybrany członkiem zarządu koła w Sanoku ZBoWiD. Działał na rzecz upamiętnienia Miejsc Pamięci Narodowej, gromadzenia dokumentów. Działał także w ruchu myśliwskim. Należał do PZPR. W 2000 otrzymał nominację na stopień oficerski porucznika.
Zmarł 1 września 2004. Został pochowany w Zawadce.

## Publikacje
- Pionierzy budownictwa leśnego w Bieszczadach. Monografia Zarządu Budownictwa Leśnego „Bieszczady” w Ustrzykach Dolnych 1955–1980 (1985)[15]
- Gospodarka leśna i wodna w regionie Bieszczadów i Beskidu Niskiego (w: Sanocjana. Materiały szkoleniowe T. 1, 1985)[16][17]

## Odznaczenia i wyróżnienia
- Krzyż Oficerski Orderu Odrodzenia Polski (1986)[18][19]
- Krzyż Kawalerski Orderu Odrodzenia Polski (1976)
- Medal „Za udział w wojnie obronnej 1939” (1982)[5]
- Odznaka „Zasłużony dla województwa rzeszowskiego” (1969)[20]
- Odznaka „Zasłużony dla Sanoka” (1982)[21]
- Odznaka „Zasłużony dla Leśnictwa i Przemysłu Drzewnego” (1995)
- Kordelas Leśnika Polskiego (2000)
- Tytuł honorowego członka Sanockiego Koła Przewodników Beskidzkich i Terenowych[22]
- List pochwalny za długoletnią pracę społeczną na rzecz ZBoWiD (1980)[23]
- Dyplom ZG PTTK (1986)[24]